# Longpré (Wanze)
Pour les articles homonymes, voir Longpré.
Longpré est un hameau de la commune belge de Wanze située en Région wallonne dans la province de Liège.

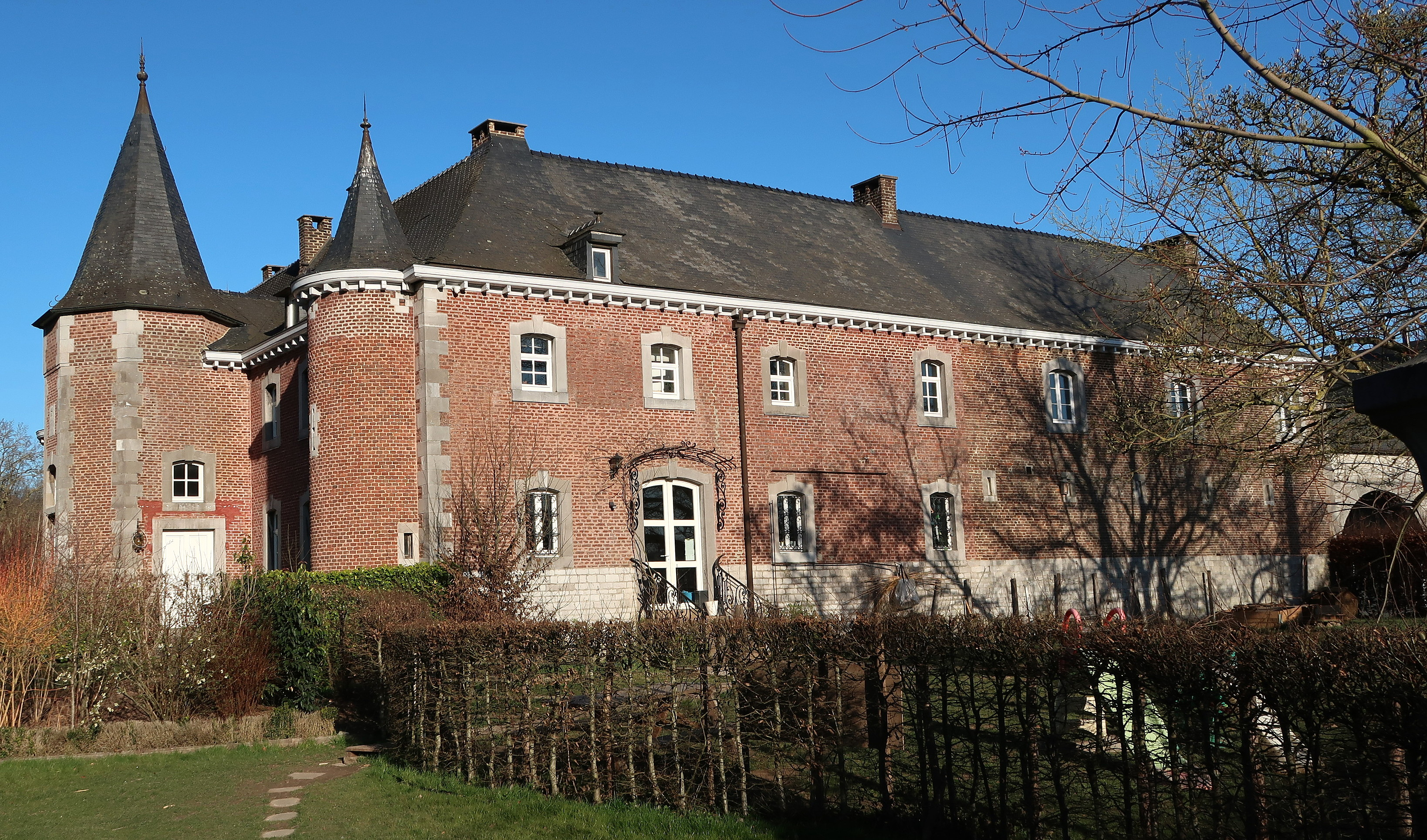
Château du Temple en Longpré
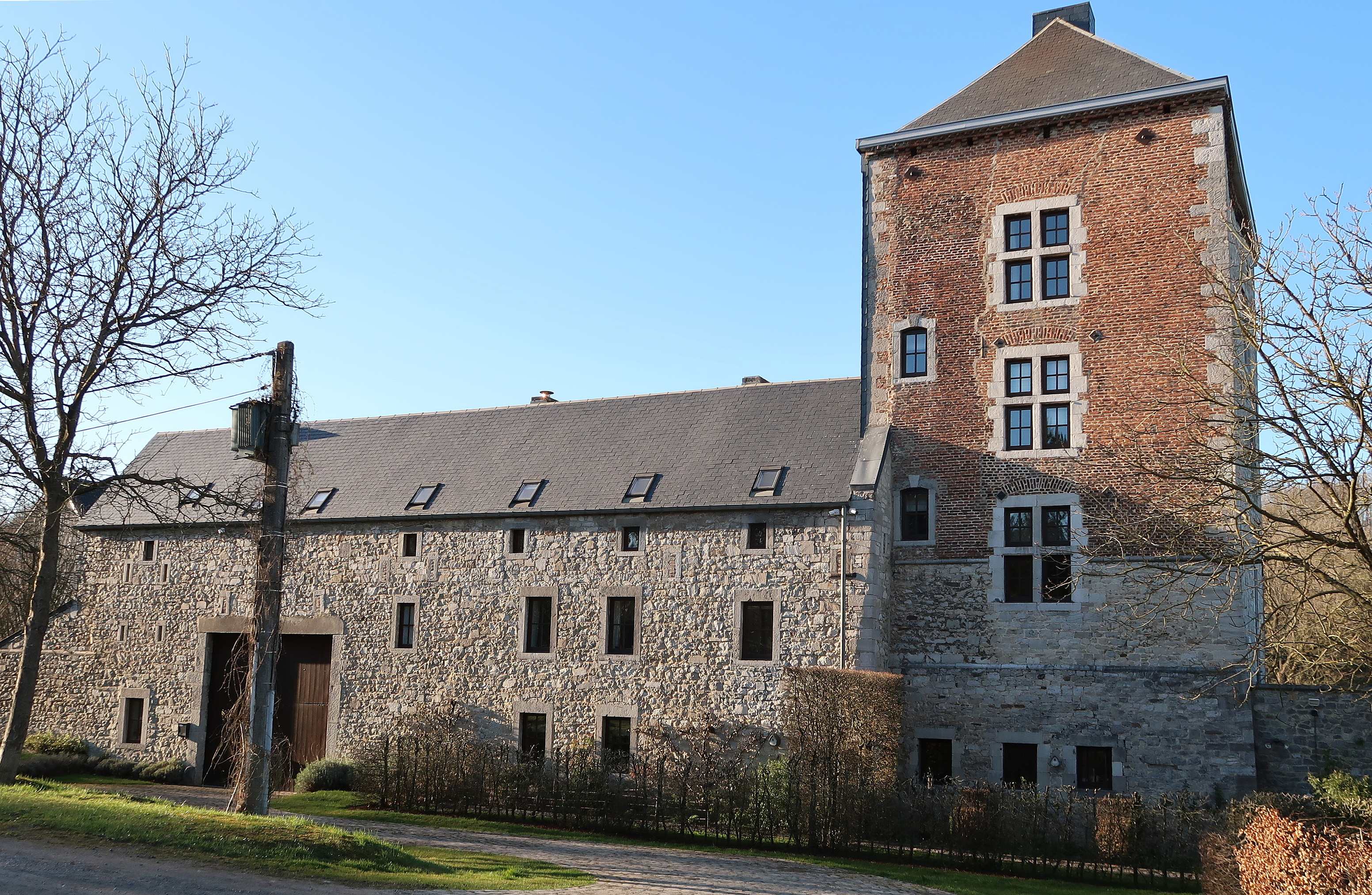
Château-ferme de Fosseroule